# Hans von Assig
Hans von Assig (* 8. März 1650 in Breslau; † 5. August 1694) war ein deutscher Dichterjurist.

## Leben
Hans von Assig wurde als Sohn des Breslauer Stadtsyndikus Andreas von Assig geboren und studierte Jurisprudenz in Leipzig. 1674–76 nahm er als „Commandeur-Lieutenant“ auf schwedischer Seite an mehreren Seeschlachten des schwedisch-dänischen Krieges teil. Nach dem Tod seines Vaters kehrte er 1676 nach Breslau zurück. Weil er hier – vermutlich aus religiösen Gründen – keine öffentliche Anstellung erhielt, ging er in kurbrandenburgische Dienste und wurde 1692 Hauptmann und Kammerdirektor des Schwiebusser Kreises. 

## Bedeutung
In der Germanistik des 19. Jahrhunderts wurde Assig zur (fiktiven) „zweiten schlesischen Schule“ gerechnet, von der er sich jedoch insofern abhob, als er vorwiegend geistliche Dichtungen verfasste, die auch nur in geringer Anzahl posthum herausgegeben wurden. „Herrn Hannß von Assig etc. gesammlete Schriften etc. Breslau bey Michael Hubert 1719“ enthalten eine kleinere Zahl geistlicher Lieder, von denen nur wenige in Gesangbücher lutherischer Landeskirchen aufgenommen wurden, Begräbnis- und andere Gelegenheitsgedichte, vor allem aber prosaische Leichenreden.